# Перегрупування Овермана
Перегрупування Овермана (англ. Overman rearrangement) — формально [3,3]-сигматропне перегрупування трихлорацетімідатів алільних спиртів до алільних трихлорацетамідатів.
Механізм перегрупування Ларрі Овермана: